# Terrades
Terrades è un comune spagnolo di 146 abitanti (2006) situato nella comunità autonoma della Catalogna.